# Mémorial Crazy Horse
Le mémorial Crazy Horse, en anglais Crazy Horse Memorial, est un monument sculpté dans la montagne d'après le projet de Korczak Ziółkowski et situé dans les Black Hills, dans le Dakota du Sud aux États-Unis, représentant Crazy Horse, un guerrier et chef sioux du clan Oglala, tribu des Lakota, monté sur un cheval et pointant le doigt vers l'horizon.
Le mémorial est constitué d'une sculpture monumentale réalisée à même la montagne, de l'Indian Museum of North America (Musée indien d'Amérique du Nord) et du Native American Cultural center (Centre culturel amérindien). Le monument est en cours de réalisation sur la Thunderhead Mountain, sur un sol considéré comme sacré par certains Amérindiens, entre Custer et Hill City, à approximativement 13 km du mont Rushmore.
Les dimensions finales de la sculpture seront de 195 m de longueur pour 172 m de hauteur. La tête de Crazy Horse mesurera 27 m de haut ; en comparaison, les têtes des quatre Présidents des États-Unis représentées sur le mont Rushmore mesurent 18 m de haut.
La réalisation du monument a débuté en 1948 et il est toujours loin d'être achevé. Une fois fini, il s'agira d'une des plus grandes sculptures au monde après la statue de l'Unité. En 2016, seule la tête est en partie terminée et le bras ébauché.

## Histoire
Le creusement de la montagne a débuté en 1948 sous la direction du sculpteur Korczak Ziółkowski qui avait déjà participé à la réalisation du Mont Rushmore pour le compte de son créateur, Gutzon Borglum. En 1939, Ziółkowski reçut une lettre du chef Henry Standing Bear, disant entre autres : « Mes camarades chefs et moi-même aimerions que l'Homme Blanc sache que l'Homme Rouge a de grands héros, lui aussi. »
En tant qu'œuvre à but non commercial, le mémorial ne reçoit aucune subvention de la part du Dakota du Sud ou du gouvernement fédéral américain. Ziółkowski s'est vu offrir dix millions de dollars par le gouvernement fédéral en deux occasions, mais a rejeté ces propositions. Ziółkowski voyait le projet comme plus qu'une simple excavation à flanc de montagne et craignait que ses plans pour faire du mémorial une œuvre éducative et culturelle de grande envergure ne soient laissés à l'abandon par le gouvernement.
Ziółkowski meurt en 1982. Le complexe dans son ensemble est désormais la propriété de la Crazy Horse Memorial Foundation. La veuve de Ziółkowski, Ruth, décédée le 21 mai 2014, ainsi que sept de leurs dix enfants, sont restés très impliqués dans la poursuite de son travail, pour laquelle aucune date d'achèvement n'est encore fixée. Le visage de Crazy Horse fut terminé et inauguré en 1998.

## Objectifs de Ziółkowski
Le mémorial est destiné à être la figure de proue d'un vaste centre éducatif et culturel qui inclura la University and Medical Training Center for the North American Indian (Université et centre d'entraînement médical pour les Indiens d'Amérique du Nord) et l'Indian Museum of North America (Musée indien d'Amérique du Nord). L'actuel centre d'accueil des visiteurs devrait constituer le point de départ de la réalisation de ces divers bâtiments.

## Levées de fonds, événements
La fondation sponsorise des événements culturels amérindiens et des programmes éducatifs. Annuellement, en juin, le mémorial est le cadre d'une marche populaire, seule occasion pour laquelle le public est autorisé à gravir la montagne. L'affluence a atteint les 15 000 personnes.
La plupart des engins de terrassement utilisés sur le site ont été offerts par diverses entreprises privées. Les travaux sur le monument ont été principalement financés par la vente de billets d'entrée, qui correspondent à plus d'un million de visiteurs annuels.
Le mémorial a lancé sa première campagne de levée de fonds à échelle nationale en octobre 2006. L'objectif est de récolter 16,5 millions de dollars d'ici 2011. Le premier projet concret est de construire un dortoir d'une valeur de 1,4 million de dollars, capable d'accueillir quarante étudiants indiens qui travailleront sur le site.

## Controverse
Crazy Horse ne se serait jamais laissé photographier et a délibérément été enterré dans un endroit tenu secret de manière que sa sépulture ne soit jamais retrouvée. Cependant, Ziółkowski voyait le monument comme un hommage métaphorique à l'esprit de Crazy Horse et des Amérindiens. Crazy Horse aurait déclaré : « mes terres sont là où mes morts sont ensevelis ». Cette dernière phrase est censée être résumée par le geste expansif représenté par le monument.
Si le chef Henry Standing Bear croit que les motivations de Ziółkowski ont pu être sincères, de nombreux Lakotas et Amérindiens traditionalistes s'opposent à ce mémorial. Dans une interview réalisée en 2001, l'activiste et acteur Russell Means fait part de ses objections en ces termes : « Imaginez-vous aller en Terre sainte, en Israël, que vous soyez chrétien, musulman ou juif, et commencer à sculpter le Mont Sion. C'est une insulte à tous les nôtres. » Dans une autobiographie publiée en 1972, un homme-médecine lakota fait remarquer : « L'idée même de faire d'une montagne magnifique et sauvage une statue de Crazy Horse est une pollution du paysage. Cela va à l'encontre de l'esprit de Crazy Horse. » À ce jour, le mémorial est toujours un sujet de controverse au sein des populations amérindiennes.
La posture adoptée sur la sculpture est également critiquée, car pointer du doigt est un geste impoli dans la culture amérindienne, la plupart des amérindiens préférant pointer avec le menton ou avec un mouvement des lèvres.